# Samuel Steinmann
Samuel Leon Steinmann, född 24 augusti 1923 i Oslo i Norge, död 1 maj 2015 i samma stad, var en norsk förintelseöverlevare. Steinmann blev känd för sina medverkanden i dokumentärfilmer och intervjuer, och för att många år ha föreläst om förintelsen. Vid sin död var han Norges sista levande Auschwitzöverlevare.

## Biografi

### Uppväxt
Samuel Steinmann växte upp i en judisk familj i stadsdelen Nordstrand i Oslo. Pappan var invandrad från Litauen medan mamman var född i Oslo. Familjeföretaget hade ett antal butiker i Oslo. Samuel, som kallades "Sammy", hade fem syskon, däribland brodern Harry.

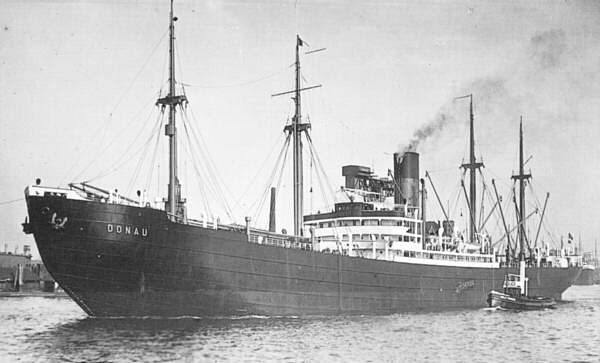
Det tyska fraktfartyget s/s Donau.

### Deportationen
Steinmann var 16 år när Tyskland invaderade Norge 1940. Det kommande åren införde nazisterna lagar och förordningar som inskränkte de cirka 2 100 norska judarnas rättigheter. Judarna tvingades även bära gula Davidsstjärnor, och utsattes för trakasserier.
Den 26 oktober 1942 var det bestämt att alla manliga judar över 15 i Norge skulle gripas. Den nu 19-årige Steinmann gick i gymnasiet och satt och pluggade hemma hos en kompis när någon ringde och frågade om Steinmann var där. När Samuel Steinman gick för att ta luren hade personen lagt på. En timme senare knackade polisen på och arresterade Steinmann. Han sattes i Berg interneringsläger i Tönsberg tio mil söder om Oslo tillsammans med sin bror Harry och cirka 300 andra män.
Efter en månad på Berg fördes Samuel Steinmann och de andra internerade till Oslo hamn. Nu hade även judiska kvinnor och barn gripits och bland de 532 fångar som fördes ombord på det tyska transportfartyget s/s Donau fanns Steinmann, brodern Harry och ett tjugotal av deras närmaste släktingar. När de kom fram till Auschwitz-Birkeanau i Polen den 1 december 1942 mördades alla gamla, kvinnor och barn i gaskamrarna.

### Auschwitz
Samuel Steinmann och hans bror Harry sattes i hårt fysiskt arbete för storföretaget IG Farben i satellitlägret Monowitz. En dag i januari 1943 fick Harry foten krossad i en arbetsolycka. Eftersom han inte längre kunde jobba fördes han genast till gaskammaren. Själv drabbades Steinmann av dysenteri och hamnade i sjukstugan. Faran var stor att lägervakterna skulle skicka honom i döden, men med hjälp från medintagna lyckades han lura vakterna att tro han var i bättre skick än han var. Efter att  han blivit frisk fick Stienmann jobb i sjukstugan. Att komma bort från tunga kroppsarbetet räddade sannolikt livet på honom. När han senare fick frågan om varför han överlevde Auschwitz svarade han att det var rena turen. Att varje dag i lägret var en fråga om liv och död.

### Befrielsen
När Auschwitz evakuerades i januari 1945 sammanfördes Samuel Steinmann med fyra andra unga norska fångar på ett tåg till koncentrationslägret Buchenwald i Tyskland. Dessa fyra var bröderna Assor Hirsch och Arsiel-Berl Hirsch, Julius Paltiel och Herman Sachnowitz. I Buchenwald träffade gruppen norska internerade studenter, som även hjälpte dem att komma undan en del av vakternas trakasserier. När de norska studenterna i mars 1944 fick besked om att de skulle hämtas av räddningsexpeditionen Vita bussarna övertygade dessa de fem judiska vännerna att de också skulle få följa med. När bussarna väl kom fick de veta motsatsen.
”All misshandel, terror och alla trakasserier var rena barnmaten mot den känslan när vi fem tvingades stå kvar när alla andra kamrater for iväg med bussarna”, berättade Samuel Steinmann långt senare.
I maj 1945, en månad efter krigsslutet, tvingades de fem unga männen istället att ta sig hem till Oslo på eget initiativ, via ett Röda Korset-läger i Köpenhamn.

Av de sammanlagt 772 norska judar som deporterades till Auschwitz-Birkenau överlevde endast 34 kriget. Av de 532 på Donau i månadsskiftet november–december 1942 överlevde endast nio.

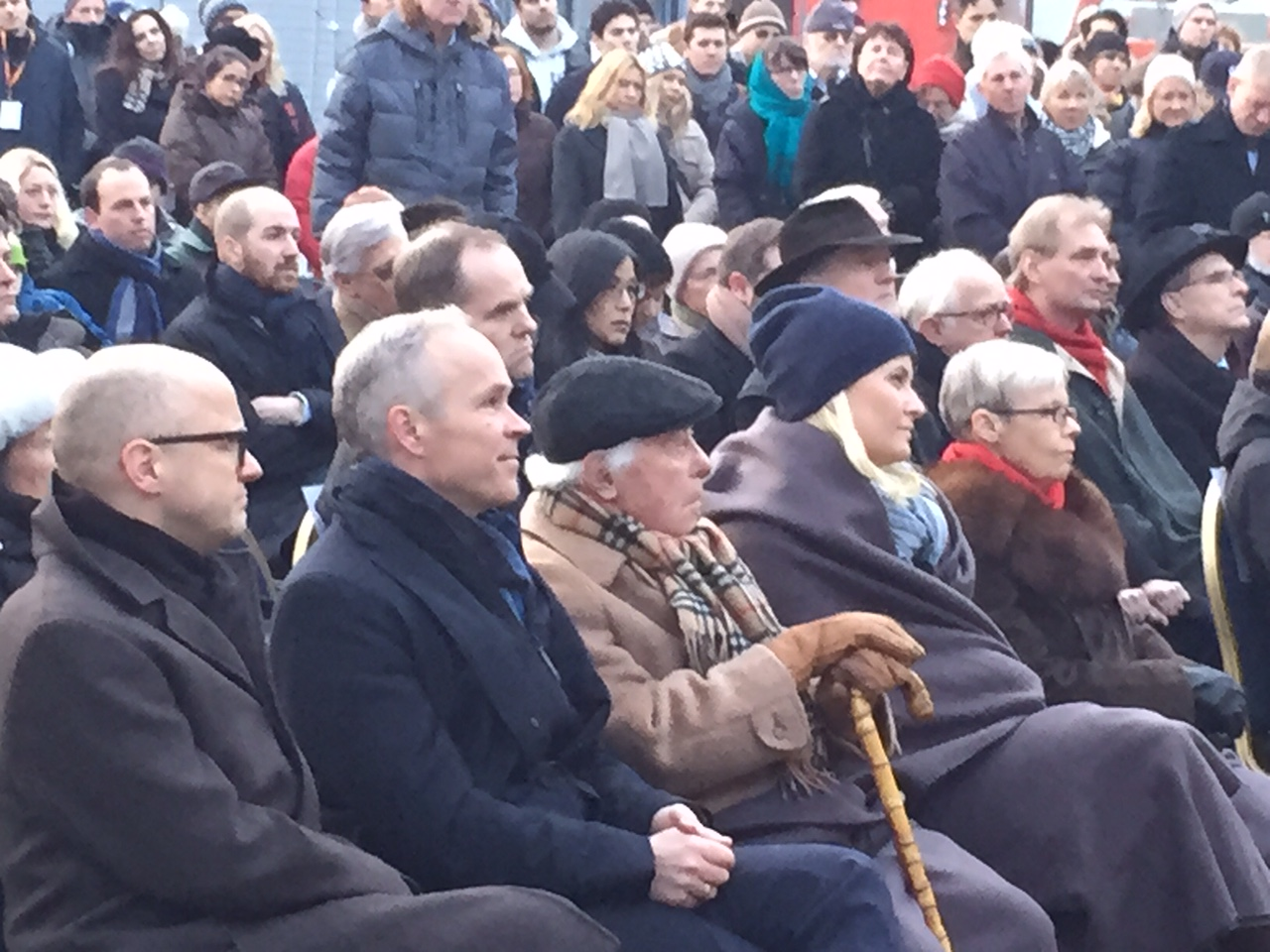
Steinmann med basker och käpp under en ceremoni på förintelseminnesdagen 2015.

### Efter kriget
Tillsammans med sin far, som också hade överlevt kriget, byggde Samuel Steinmann upp familjetaget på nytt, och familjen  fick tillbaka sin bostad. Senare gifte sig Samuel Steinmann med dansk-judiska Bodil och fick tre barn.
Eftersom människor han mötte inte verkade tro på hans berättelser från Auschwitz valde Samuel Steinmann i många år att tiga, Men med tiden ångrade han sig och valde att börja hålla föredrag i skolor och medverka i intervjuer och dokumentärfilmer.
2012 tilldelades han norske kungens förtjänstmedalj för sina insatser att informera om förintelsen och 2014 hedrades han med ett poträtt vid Oslo universitet.När statsminister Jens Stoltenberg på förintelseminnesdagen 2012 bad om ursäkt till förintelsens offer över att norska poliser och andra medborgare deltagit aktivt i deportationerna var Steinmann på plats och lyssnade. Han var då den enda kvarvarande av de norska judar som överlevt deportationerna.
Samuel Steinmann avled 1 maj 2015. Dagen efter skrev hans barnbarn, den norska komikern Cecilie Steinmann Neess, ett minnesord till honom i norsk press. I det hyllar hon sin farfar som den finaste man hon någonsin träffat och påminner sin landsmän om att det nu inte finns några vittnen kvar, och att vi aldrig får glömma förintelsen.